# Maratón en los Juegos Olímpicos
El maratón es la única carrera a pie del programa de atletismo en los Juegos Olímpicos que se realiza en ruta, aunque a menudo finaliza con una vuelta a la pista. Forma parte desde la edición inaugural de Atenas 1896, cuando se recreó el trayecto del pueblo de Maratón hasta la capital Atenas.
Las primeras ediciones tenían una longitud aproximada de 40-42 kilómetros; en París 1924 se estableció definitivamente la longitud moderna de 42.195 metros.  Originalmente se realizaba solamente la prueba masculina, hasta que se agregó la prueba femenina en Los Ángeles 1984. 
Los únicos maratonistas que lograron dos medallas de oro fueron el etíope Abebe Bikila, el germano-oriental Waldemar Cierpinski y el keniata Eliud Kipchoge. Etiopía lidera el medallero masculino con cinco oros, en tanto que Estados Unidos lidera el medallero total con once medallas.

## Campeones Olímpicos

### Masculinos
| Edición             | Oro                                               | Plata                                 | Bronce                                   |
| ------------------- | ------------------------------------------------- | ------------------------------------- | ---------------------------------------- |
| Atenas 1896         | Spiridon Louis (2:58:50) · Grecia                 | Kharilaos Vasilakos · Grecia          | Gyula Kellner · Hungría                  |
| París 1900          | Michel Théato (2:59:45) · Francia                 | Émile Champion · Francia              | Ernst Fast · Suecia                      |
| Saint Louis 1904    | Thomas J. Hicks (3:28:53) · Estados Unidos        | Albert Coray · Estados Unidos         | Arthur Newton · Estados Unidos           |
| Londres 1908        | Johnny Hayes (2:55:18) · Estados Unidos           | Charles Hefferon · Sudáfrica          | Joseph Forshaw · Estados Unidos          |
| Estocolmo 1912      | Kenneth McArthur (2:36:54) · Sudáfrica            | Christian Gitsham · Sudáfrica         | Gaston Strobino · Estados Unidos         |
| Amberes 1920        | Hannes Kolehmainen (2:32:35) · Finlandia          | Jüri Lossmann · Estonia               | Valerio Arri · Italia                    |
| París 1924          | Albin Stenroos (2:41:22) · Finlandia              | Romeo Bertini · Italia                | Clarence DeMar · Estados Unidos          |
| Ámsterdam 1928      | Boughera El Ouafi (2:32:57) · Francia             | Manuel Plaza · Chile                  | Martti Marttelin · Finlandia             |
| Los Ángeles 1932    | Juan Carlos Zabala (2:31:36) · Argentina          | Samuel Ferris · Reino Unido           | Armas Toivonen · Finlandia               |
| Berlín 1936         | Sohn Kee-Chung (2:29:19) · Japón                  | Ernest Harper · Reino Unido           | Nam Sung-yong · Japón                    |
| Londres 1948        | Delfo Cabrera (2:34:51) · Argentina               | Thomas Richards · Reino Unido         | Etienne Gailly · Bélgica                 |
| Helsinki 1952       | Emil Zátopek (2:23:03) · Checoslovaquia           | Reinaldo Gorno · Argentina            | Gustaf Jansson · Suecia                  |
| Melbourne 1956      | Alain Mimoun (2:25:00) · Francia                  | Franjo Mihalić · Yugoslavia           | Veikko Karvonen · Finlandia              |
| Roma 1960           | Abebe Bikila (2:15:16) · Etiopía                  | Rhadi Ben Abdesselam · Marruecos      | Barry Magee · Nueva Zelanda              |
| Tokio 1964          | Abebe Bikila (2:12:11) · Etiopía                  | Basil Heatley · Reino Unido           | Kokichi Tsuburaya · Japón                |
| México 1968         | Mamo Wolde (2:20:26) · Etiopía                    | Kenji Kimihara · Japón                | Mike Ryan · Nueva Zelanda                |
| Múnich 1972         | Frank Shorter (2:12:19) · Estados Unidos          | Karel Lismont · Bélgica               | Mamo Wolde · Etiopía                     |
| Montreal 1976       | Waldemar Cierpinski (2:09:55) · Alemania Oriental | Frank Shorter · Estados Unidos        | Karel Lismont · Bélgica                  |
| Moscú 1980          | Waldemar Cierpinski (2:11:03) · Alemania Oriental | Gerard Nijboer · Países Bajos         | Satymkul Dzhumanazarov · Unión Soviética |
| Los Ángeles 1984    | Carlos Lopes (2:09:21) · Portugal                 | John Treacy · Irlanda                 | Charlie Spedding · Reino Unido           |
| Seúl 1988           | Gelindo Bordin (2:10:32) · Italia                 | Douglas Wakiihuri · Kenia             | Hussein Ahmed Salah · Yibuti             |
| Barcelona 1992      | Hwang Young-Cho (2:13:23) · Corea del Sur         | Koichi Morishita · Japón              | Stephan Freigang · Alemania              |
| Atlanta 1996        | Josia Thugwane (2:12:36) · Sudáfrica              | Lee Bong-Ju · Corea del Sur           | Erick Wainaina · Kenia                   |
| Sídney 2000         | Gezahegne Abera (2:10:11) · Etiopía               | Erick Wainaina · Kenia                | Tesfaye Tola · Etiopía                   |
| Atenas 2004         | Stefano Baldini (2:10:55) · Italia                | Mebrahtom Keflezighi · Estados Unidos | Vanderlei de Lima · Brasil               |
| Pekín 2008          | Samuel Wanjiru (2:06:32) · Kenia                  | Jaouad Gharib · Marruecos             | Tsegay Kebede · Etiopía                  |
| Londres 2012        | Stephen Kiprotich (2:08:01) · Uganda              | Abel Kirui · Kenia                    | Wilson Kipsang Kiprotich · Kenia         |
| Río de Janeiro 2016 | Eliud Kipchoge (2:08:44) · Kenia                  | Feyisa Lilesa · Etiopía               | Galen Rupp · Estados Unidos              |
| Tokio 2020          | Eliud Kipchoge (2:08:38) · Kenia                  | Abdi Nageeye · Países Bajos           | Bashir Abdi · Bélgica                    |
| París 2024          | Tamirat Tola (2:06:26) · Etiopía                  | Bashir Abdi · Bélgica                 | Benson Kipruto · Kenia                   |

- RO: denota récord olímpico.

#### Medallas por país
| Pos. | País              | Oro | Plata | Bronce | Total |
| ---- | ----------------- | --- | ----- | ------ | ----- |
| 1    | Etiopía           | 5   | 1     | 3      | 9     |
| 2    | Estados Unidos    | 3   | 3     | 5      | 11    |
| 3    | Kenia             | 3   | 3     | 3      | 8     |
| 4    | Francia           | 3   | 1     | 0      | 4     |
| 5    | Sudáfrica         | 2   | 2     | 0      | 4     |
| 6    | Italia            | 2   | 1     | 1      | 4     |
| 7    | Argentina         | 2   | 1     | 0      | 3     |
| 8    | Finlandia         | 2   | 0     | 3      | 5     |
| 9    | Alemania Oriental | 2   | 0     | 0      | 2     |
| 10   | Japón             | 1   | 2     | 2      | 5     |
| 11=  | Grecia            | 1   | 1     | 0      | 2     |
| 11=  | Corea del Sur     | 1   | 1     | 0      | 2     |
| 13=  | Checoslovaquia    | 1   | 0     | 0      | 1     |
| 13=  | Portugal          | 1   | 0     | 0      | 1     |
| 13=  | Uganda            | 1   | 0     | 0      | 1     |
| 16   | Reino Unido       | 0   | 4     | 1      | 5     |
| 17=  | Marruecos         | 0   | 2     | 0      | 2     |
| 17=  | Países Bajos      | 0   | 2     | 0      | 2     |
| 19   | Bélgica           | 0   | 2     | 3      | 4     |
| 20=  | Chile             | 0   | 1     | 0      | 1     |
| 20=  | Estonia           | 0   | 1     | 0      | 1     |
| 20=  | Irlanda           | 0   | 1     | 0      | 1     |
| 20=  | Yugoslavia        | 0   | 1     | 0      | 1     |
| 24=  | Nueva Zelanda     | 0   | 0     | 2      | 2     |
| 24=  | Suecia            | 0   | 0     | 2      | 2     |
| 26=  | Brasil            | 0   | 0     | 1      | 1     |
| 26=  | Yibuti            | 0   | 0     | 1      | 1     |
| 26=  | Alemania          | 0   | 0     | 1      | 1     |
| 26=  | Hungría           | 0   | 0     | 1      | 1     |
| 26=  | Unión Soviética   | 0   | 0     | 1      | 1     |

### Femenino
| Edición             | Oro                                             | Plata                          | Bronce                                 |
| ------------------- | ----------------------------------------------- | ------------------------------ | -------------------------------------- |
| Los Ángeles 1984    | Joan Benoit (2:24:52) · Estados Unidos          | Grete Waitz · Noruega          | Rosa Mota · Portugal                   |
| Seúl 1988           | Rosa Mota (2:25:40) · Portugal                  | Lisa Martin · Australia        | Katrin Dörre · Alemania Oriental       |
| Barcelona 1992      | Valentina Yegórova (2:32:41) · Equipo Unificado | Yuko Arimori · Japón           | Lorraine Moller · Nueva Zelanda        |
| Atlanta 1996        | Fatuma Roba (2:26:05) · Etiopía                 | Valentina Yegórova · Rusia     | Yuko Arimori · Japón                   |
| Sídney 2000         | Naoko Takahashi (2:23:14) · Japón               | Lidia Șimon · Rumania          | Joyce Chepchumba · Kenia               |
| Atenas 2004         | Mizuki Noguchi (2:26:20) · Japón                | Catherine Ndereba · Kenia      | Deena Kastor · Estados Unidos          |
| Pekín 2008          | Constantina Diță-Tomescu (2:26:44) · Rumania    | Catherine Ndereba · Kenia      | Zhou Chunxiu · República Popular China |
| Londres 2012        | Tiki Gelana (2:23:07) · Etiopía                 | Priscah Jeptoo · Kenia         | Tatyana Petrova Arkhipova · Rusia      |
| Río de Janeiro 2016 | Jemima Sumgong (2:24:04) · Kenia                | Eunice Jepkirui Kirwa · Baréin | Mare Dibaba · Etiopía                  |
| Tokio 2020          | Peres Jepchirchir (2:27:20) · Kenia             | Brigid Kosgei · Kenia          | Molly Seidel · Estados Unidos          |
| París 2024          | Sifan Hassan (2:22:55) · Países Bajos           | Tigst Assefa · Etiopía         | Hellen Obiri · Kenia                   |

- RO: denota récord olímpico.

#### Medallas por país
| Pos. | País              | Oro | Plata | Bronce | Total |
| ---- | ----------------- | --- | ----- | ------ | ----- |
| 1    | Kenia             | 2   | 4     | 2      | 8     |
| 2    | Japón             | 2   | 1     | 1      | 4     |
| 3    | Etiopía           | 2   | 1     | 1      | 4     |
| 4    | Rumania           | 1   | 1     | 0      | 2     |
| 5    | Estados Unidos    | 1   | 0     | 2      | 3     |
| 6    | Portugal          | 1   | 0     | 1      | 2     |
| 7    | Equipo Unificado  | 1   | 0     | 0      | 1     |
| 7=   | Países Bajos      | 1   | 0     | 0      | 1     |
| 9    | Rusia             | 0   | 1     | 1      | 2     |
| 10=  | Australia         | 0   | 1     | 0      | 1     |
| 10=  | Noruega           | 0   | 1     | 0      | 1     |
| 12=  | Baréin            | 0   | 1     | 0      | 1     |
| 13=  | China             | 0   | 0     | 1      | 1     |
| 13=  | Alemania Oriental | 0   | 0     | 1      | 1     |
| 13=  | Nueva Zelanda     | 0   | 0     | 1      | 1     |